# 譚凱琳
譚凱琳（英語：Karen Tam Hoi Lam；1998年4月21日—），香港女子游泳運動員。她曾經兩次代表香港於亞運會出賽，累計獲1銀2銅，另外也參與過奧運、世界游泳錦標賽、短池游泳世錦賽、世大運、亞室運等大賽。她的主項是50米、100米自由泳。

## 簡歷
2014年9月，譚凱琳代表香港參加南韓仁川舉行的亞運會游泳比賽，贏得女子4x100米混合泳銅牌。同年10月，就讀中五的她以拔萃女書院隊長身分在學界女子個人100米自由泳比賽中，游出58.15秒，打破學界紀錄。於2015年10月，她再次以拔萃女書院隊長身分在學界女子個人100米自由泳，50米蝶泳比賽中，分别游出57.76秒，27.93秒，再次打破學界紀錄。2016年從拔萃女書院畢業，入讀加拿大英屬哥倫比亞大學的運動機能學。
2019年在世界游泳錦標賽，譚凱琳在4×100米自由泳接力聯同鄭莉梅、何南慧和何詩蓓游出3分40秒40排第10名，獲得2020東京奧運的資格。
2021年，她代表香港參加東京奧運的4×100米自由泳接力項目，其他接力隊員分別是鄭莉梅、歐鎧淳、何南慧。

## 游泳紀錄
譚凱琳共6次打破香港游泳紀錄, 現保持4項香港紀錄：
|          |          | 項目                                                                 | 時間     | 比賽日期       |
| 香港紀錄 | 香港紀錄 | 香港紀錄                                                             | 香港紀錄 | 香港紀錄       |
| -------- | -------- | -------------------------------------------------------------------- | -------- | -------------- |
| 1        | 長池     | 4×100米混合泳接力 （香港隊－歐鎧淳、楊珍美、何詩蓓、譚凱琳）         | 4:01.77  | 2021年5月30日  |
| 2        | 長池     | 男女混合4×100米自由泳接力 （香港隊－林昭光、何甄陶、譚凱琳、鄭莉梅） | 3:32.55  | 2019年7月27日  |
| 3        | 短池     | 4×50米自由泳接力 （香港隊－譚凱琳、歐鎧淳、陳健樂、施幸余）          | 1:39.35  | 2021年12月21日 |
| 4        | 短池     | 男女混合4×50米自由泳接力 （香港隊－伍棹然、何甄陶、何詩蓓、譚凱琳）  | 1:30.43  | 2021年12月17日 |

## 外部網頁
- 譚凱琳的Facebook專頁
- 譚凱琳的Instagram帳戶